# Дакота Сити (Небраска)
Дакота Сити (енгл. Dakota City) град је у америчкој савезној држави Небраска.

## Демографија
По попису из 2010. године број становника је 1.919, што је 98 (5,4%) становника више него 2000. године.
| Група             | 2000.         | 2010.         |
| Белци             | 1.371 (75,3%) | 1.205 (62,8%) |
| Афроамериканци    | 14 (0,8%)     | 16 (0,8%)     |
| Азијати           | 35 (1,9%)     | 86 (4,5%)     |
| Хиспаноамериканци | 368 (20,2%)   | 562 (29,3%)   |
| Укупно            | 1.821         | 1.919         |